# Villa romana Els Tolegassos
Els Tolegassos es una villa romana que se encuentra en el municipio de Viladamat, en la provincia de Gerona (España).
Se trata de un yacimiento arqueológico de una antigua villa rústica agrícola que fue ocupada desde mediados del siglo II a. C. hasta mediados del siglo III d. C. Dista unos 4 km de las ruinas de Ampurias, ciudad de la que estaba separada por humedales.

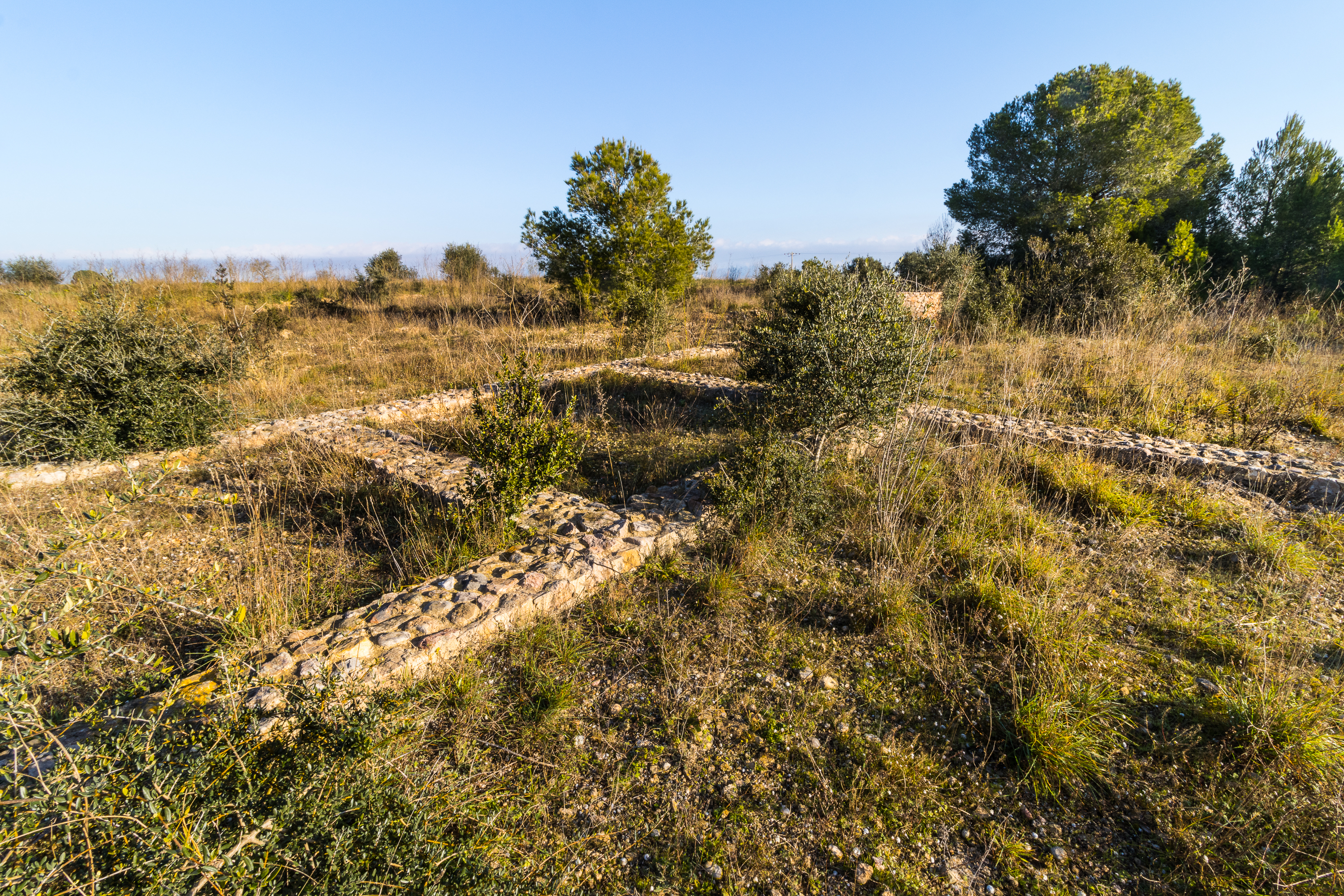
Detalle de los restos de las edificaciones de la villa romana Els Tolegassos

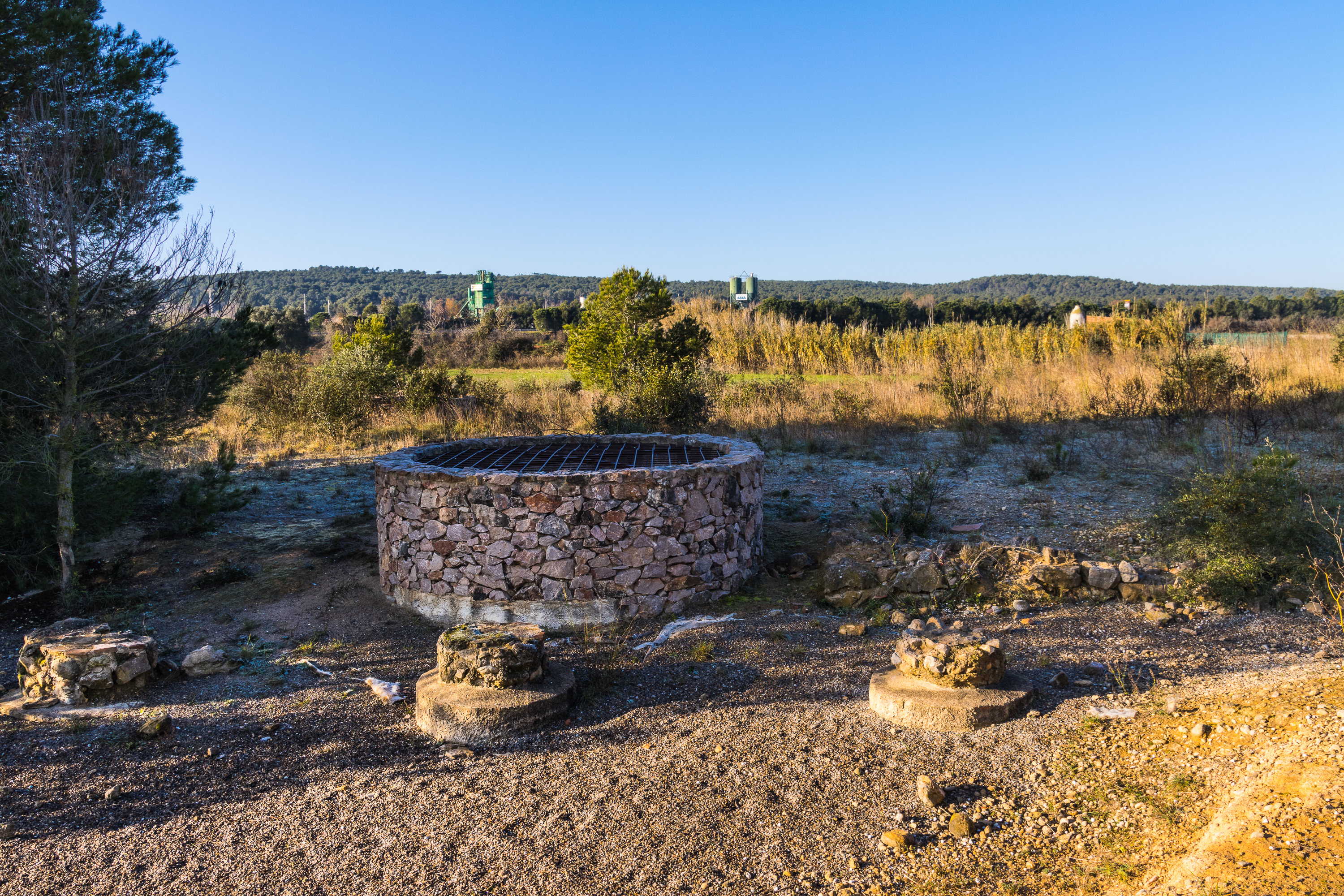
Detalle de uno de los dos pozos reconstruidos en Els Tolegassos

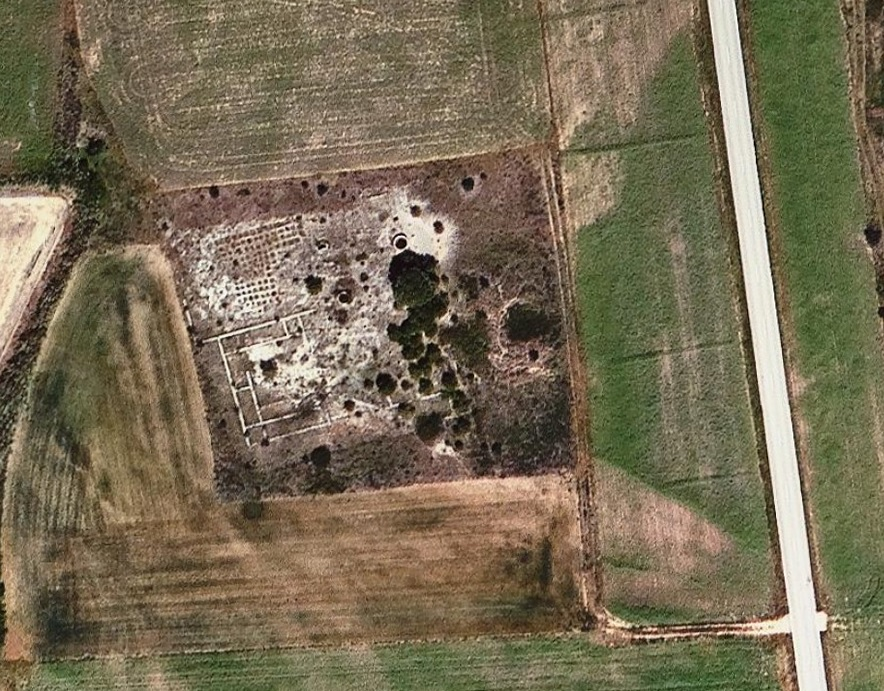
Imagen aérea de la villa romana Els Tolegassos (Institut Cartogràfic i Geològic de Catalunya)

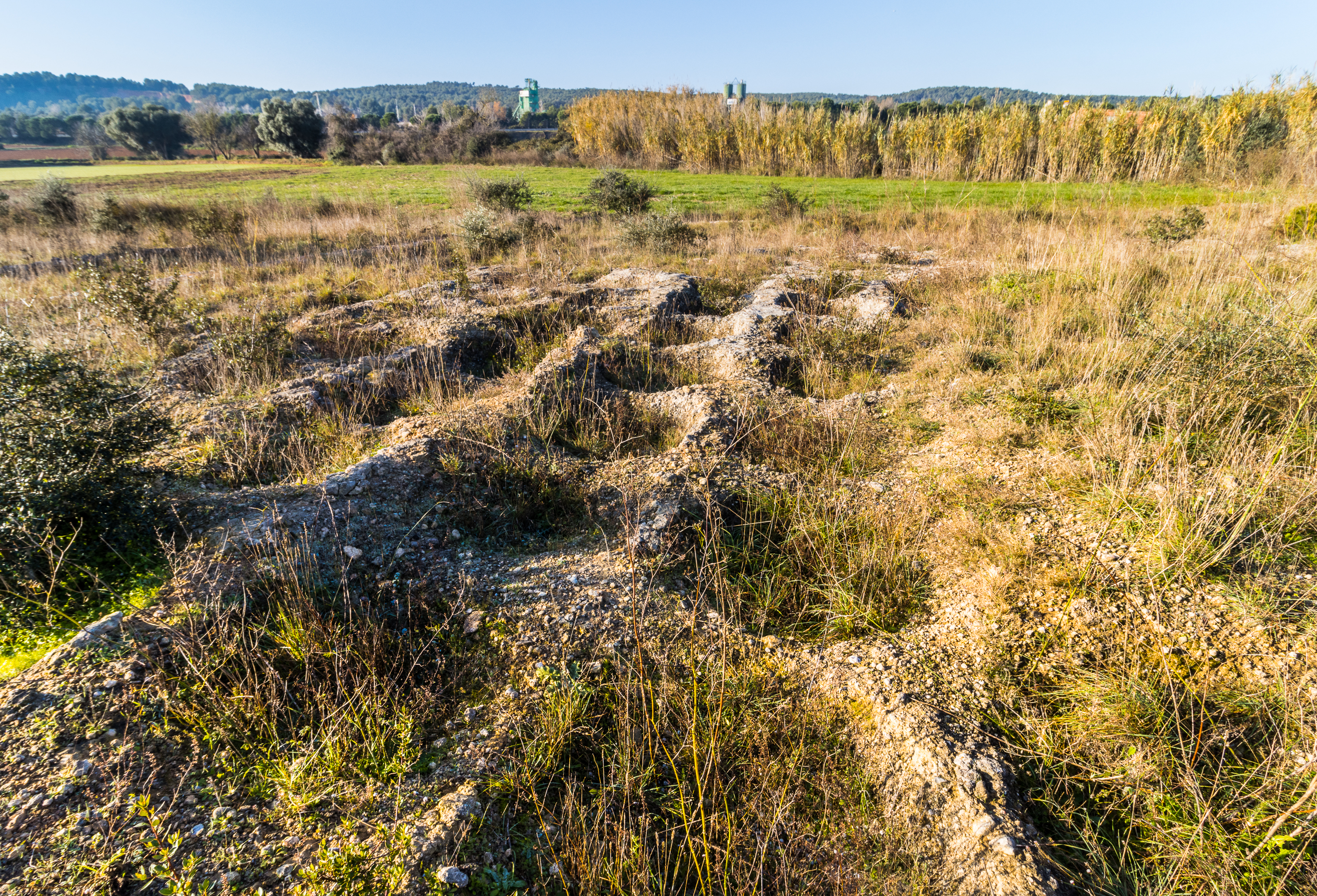
Campo o almacén de dolia

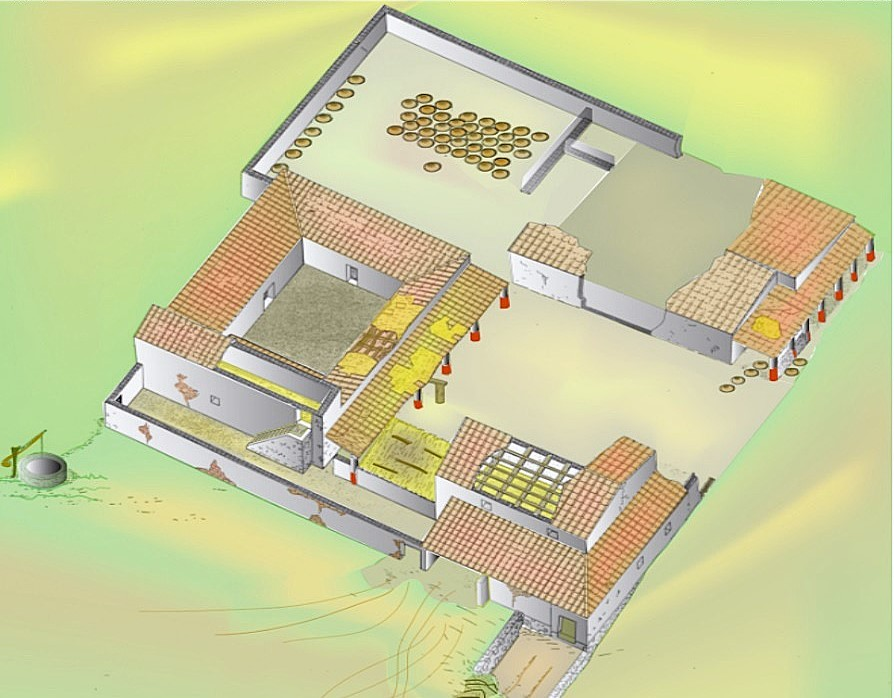
Reconstrucción de la villa romana Els Tolegassos, por Josep Casas Genover

## Descripción e historia del yacimiento
Las excavaciones realizadas han permitido documentar una villa pequeña, construida sobre un asentamiento anterior indígena, que con el tiempo se fue ampliando. También era una villa lujosa ya que contaba con pinturas murales en sus paredes y pavimentos con mosaicos de mármol de opus sectile. No tenía estancias destinadas a la residencia del propietario por lo que se supone que pertenecía a un hombre acomodado de Ampurias que no vivía en ella. 
La villa tenía un edificio principal en el que vivían los trabajadores y otro que servía de espacio de trabajo cubierto. Contaba con dos pozos y un gran almacén de dolium a cielo abierto en el que se estima que pudo haber hasta 125 de estas vasijas. En la villa vivían entre 8 y 12 personas, posiblemente, dos familias que trabajaban con unas condiciones de vida muy duras.
En el siglo III d. C. se construyó un horno de tejas para satisfacer las necesidades de la propia villa, aunque es posible que una parte de la producción fuese vendida en Ampurias. Se sitúa a unos 70 m al este de la villa, al lado del camino viejo de Viladamat a Albons y es similar al que se conserva en San Miguel de Fluviá. Se mantuvo activo hasta que en una cocción de ímbrices (tejas romanas), el arco central del horno no aguantó el peso y se hundió. El horno dejó de funcionar y se ha conservado en este estado hasta las excavaciones recientes en las que se encontraron los ímbrices medio crudos sobre un amontonamiento de leña carbonizada.
El conjunto también contiene dos elementos más separados, una necrópolis situada en la viña del Fuster y una área de culto, situada en el campo de Ylla.

## Abandono y evolución posterior
Abandonada la villa a mediados del siglo III d. C. hubo una nueva ocupación hacia mediados del siglo IV d. C. En esta ocupación, que fue breve, de unos 10 años, no se utilizaron prácticamente las estructuras anteriores.  
La actividad del yacimiento no finalizó una vez abandonada y derribada la villa. Convertida, supuestamente, en campos de cultivo, hacia el año 1467 se instaló un campamento militar que aprovechó sus estructuras para construir líneas de defensa y que bien pudiera corresponder al campamento del ejército de Juan de Anjou, lugarteniente de Cataluña, que en ese año se enfrentó a las tropas del rey Juan II de Aragón y el príncipe Fernando en el llano de Viladamat, en el marco de la Guerra Civil Catalana.
Actualmente, el yacimiento de Tolegassos está abandonado, cubierto en parte por vegetación forestal arbolada y en proceso de degradación. Desde el 5 de julio de 2022 está incluido en la lista roja de Hispania Nostra.

## Excavaciones
El yacimiento de Tolegassos ha sido excavado desde el año 1983 hasta el 1990 por el profesor de arqueología Dr. Josep Casas Genover. El yacimiento ha proporcionado una notable cantidad de material cerámico que ha sido documentado por el Dr. Casas y tipificado como absolutamente mimético al encontrado en Ampurias.
La escombrera del sector de levante de la villa fue el ámbito que más material proporcionó en las excavaciones. Se trataba de una gran balsa o depresión del terreno situada fuera del muro perimetral de la villa pero adyacente. Esta escombrera se fue llenando des del comienzo de la construcción de la villa con los restos, objetos viejos y fuera de uso y desechos que vertieron los habitantes, tanto de forma directa como por las aguas residuales que se vertían a la balsa a través de un desagüe que cruzaba la pared.
Las publicaciones del Dr. Josep Casas muestran el carácter extraordinario del yacimiento por la gran cantidad de fragmentos de cerámica recuperados en las excavaciones y, en particular, destaca la importancia significativa de las lámparas de aceite. Atribuye este fenómeno a la presencia cercana de Ampurias y a la facilidad con la que se podían obtener los productos manufacturados que allí llegaban desde lugares muy diversos y alejados del Imperio y, de forma especial durante el siglo II d. C., del norte de África. 
Uno de los elementos más significativos encontrado es un reloj de sol, elemento habitual en el contexto grecorromano, pero no tanto en el ámbito privado y en el de una casa de agricultor. Era un objeto caro pero los restos materiales excavados de la primera casa de Tolegassos, de época augustal, señalan que su propietario la dotó de cierto lujo.